# Kostel svaté Máří Magdaleny (Arnoltice)
Kostel svaté Máří Magdaleny je památkově chráněná sakrální stavba v Arnolticích ve Frýdlantském výběžku. Zbudován je na návrší v severních partiích obce západně od silnice I/13.

## Historie
První zmínka o kostele je z roku 1404, avšak odborné výzkumy dochovaných konstrukcí umisťují jeho vznik ještě o sto let dříve. Spodní část věže (pod zvonová okna) a také západní část lodi, jež má oproti ostatním částem stavby menší šířku, pochází z doby gotiky. Roku 1604 byl do kostelní věže pravděpodobně zavěšen zvon. Ten zhotovil zvonař Jáchym von Kyaw. Nacházely se zde i dva další menší zvony. Ty však byly během válečných let zrekvírovány.
Okolní obec se však rozrůstala a kostel svou velikostí tak přestal vyhovovat jejím nárokům. Proto v letech 1738 a 1739 došlo k barokní přestavbě kostela podle návrhu pražského stavitele Jacoba Schödela na náklady hraběte Filipa Josefa Gallase, majitele místního panství. Postavila se větší loď, presbytář zakončený ve tvaru podkovy, sakristie ve tvaru obdélníka na severní straně na severní straně presbytáře a v jižních částech se vybudovala hranolová předsíň. Obě boční strany lodi byly obohaceny vybudováním tribun a ve staré části se zřídila kruchta. Věž kostela navíc dostala nové zakončení.
Roku 1894 proběhla oprava kostela, které ovšem nepřinesla žádné změny vnější podoby stavby. V kostele se konají nedělní bohoslužby a je také využíván pro pravidelné spinetové koncerty.
Východně od kostela je rozcestník značených turistických cest nazvaný „Arnoltice“, odkud vedou zelené turistické značky na rozcestí pojmenovaná „Bulovský potok – východní rozcestí“ a „Horní Pertoltice“.

### Varhany
V kostele se nachází jednomanuálové varhany vybavené pedálem (5,1). Nástroj pochází z poloviny 18. století. Roku 1897 je opravili bratři Salamonové z Liberce.